# Maizilly
Maizilly település Franciaországban, Loire megyében. Lakosainak száma 322 fő (2022. január 1.). Maizilly Tancon, Coublanc, Saint-Martin-de-Lixy, Mars és Saint-Denis-de-Cabanne községekkel határos.

## Népesség
A település népességének változása:
| Lakosok száma | 347  | 283  | 273  | 317  | 342  | 335  | 337  | 332  | 330  | 322  |
|               | 1968 | 1982 | 1990 | 2006 | 2013 | 2015 | 2017 | 2019 | 2020 | 2022 |